# Dahomeydwergrund

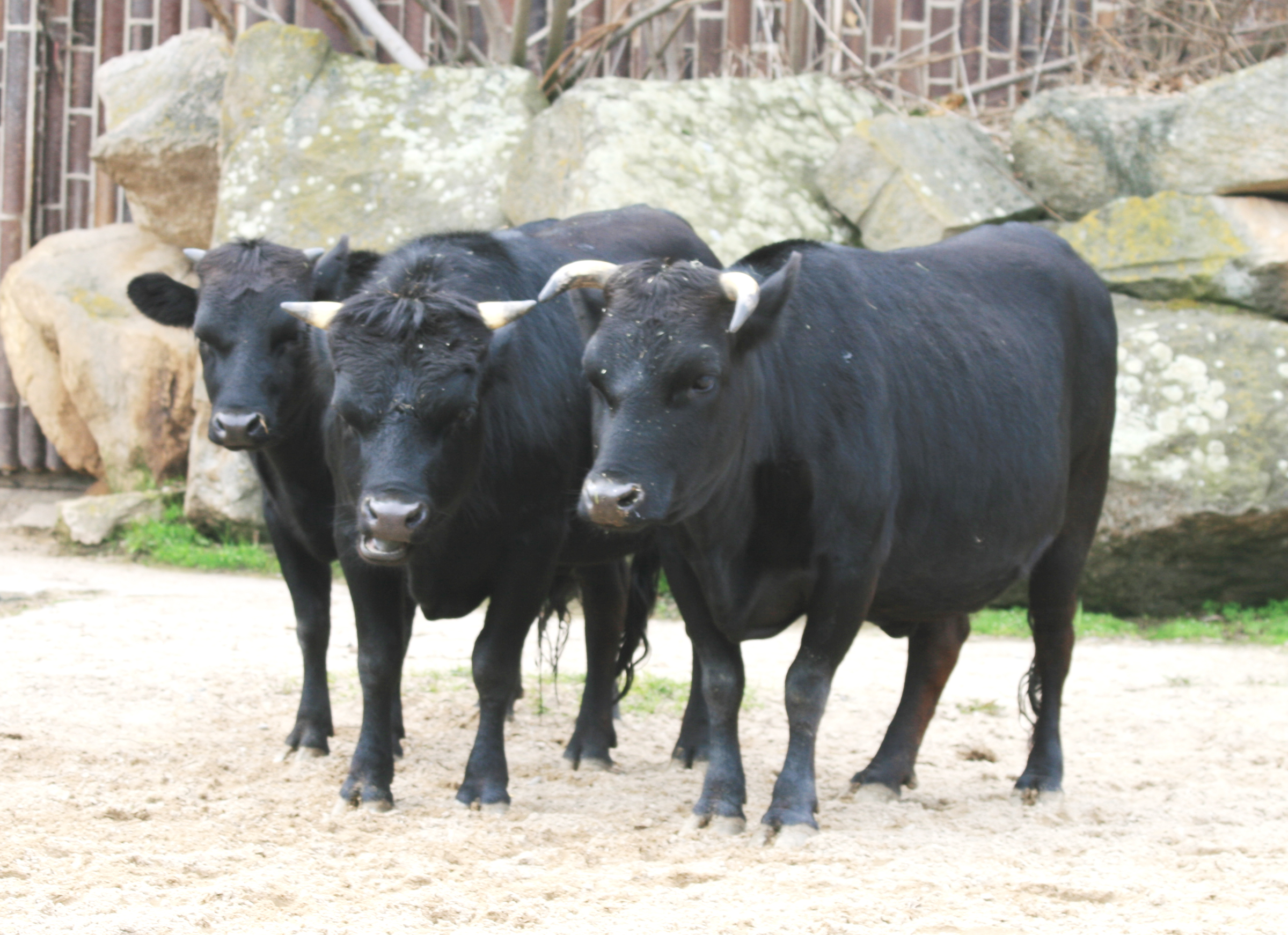
Dahomeydwergrunderen in een dierentuin in Tsjechië

Het Dahomeydwergrund is een Afrikaans runderras uit Dahomey. Het is een van de kleinste runderen ter wereld. Koeien zijn ongeveer 80 tot 90 cm groot, stieren 90 tot 100 cm. Ten opzichte van andere Afrikaanse rundveerassen lijken ze het meest op westerse koeien, alleen zijn ze veel kleiner.

## Geschiedenis
In het begin van de vorige eeuw kwamen de eerste Dahomeyrunderen vanuit het koninkrijk Dahomey, het tegenwoordige Benin, naar de Antwerpse dierentuin, van waaruit de verdere verspreiding in Europa volgde.

## Gebruik
De Dahomey heeft weinig gebruikswaarde en wordt meestal als liefhebberij gehouden. De economische waarde is gering, doordat de bescheiden melkproductie net genoeg is voor het voeden van de kalveren. Ook als vleesvee is het rund vanwege de geringe grootte en langzame gewichtstoename ten opzichte van moderne vleesveerassen niet concurrerend.